# Lars Winnerbäck
Lars Mattias Winnerbäck, ursprungligen Nilsson, född 19 oktober 1975 i Engelbrekts församling i Stockholm, är en svensk musiker, som skriver och framför musik på svenska. Han har blivit flerfaldigt belönad med utmärkelser för sin musik, bland annat har han vunnit sju Grammisar och fem Rockbjörnar.
Winnerbäck, som växte upp i Linköping, inledde sin karriär med att sjunga och spela i punkbandet Snoddas. Fram till 2007 agerade bandet Hovet kompband, men på albumet Daugava handplockade han andra musiker.

## Biografi

### Uppväxt och Snoddas
Lars Winnerbäck växte upp i Vidingsjö i Linköping. Han var tio år gammal när han började i den kommunala musikskolan, där han skulle lära sig att spela gitarr. I mellanstadiet började han att spela musik tillsammans med Staffan Palmberg, de började spela punkrock, och när de sedan träffade Tomas Öhman och Anders Johansson bildade de tillsammans bandet Snoddas. I Snoddas spelade Winnerbäck gitarr och delade på sånguppgiften med Staffan. Han skrev också många av låtarna. Snoddas gav ut två demokassetter, och när de 1992 vann lokalbandstävlingen Rockkarusellen fick de också chansen att spela in en CD: Snoddas serverar en skål nyvispad våldspop på singel.
Winnerbäck uppträdde med en samling egenskrivna visor när han gjorde sin solodebut, 1992 i Österbergaskolans aula inför tvåhundra personer. Han fick smak för det och började spela på egen hand mer och mer.
Att Snoddas splittrades hade främst att göra med att bandets medlemmar tagit studenten och gick olika vägar. Anders Johansson flyttade till Hudiksvall, medan Winnerbäck gav ut sin solodemo och flyttade till Kungälv för att gå på Nordiska folkhögskolans vislinje. I Kungälv spelade han också in sin nästa demo, 3486 ord från Lars Winnerbäck.

### Första soloåren
Våren 1994, samma vår som Snoddas gav ut sin sista demo, Du och jag och en liten kille jag känner, gav Winnerbäck ut sin första solodemo. ...och mina damer och herrar. Samma år spelade han förband till Stefan Sundström när denne besökte Linköping. 
1996 startades ett eget skivbolag. Detta skivbolag kom att bestå av kamraterna Mathias Gurestam, Filip Adamo och Johan Hägg, och döptes till Elvira Records. Med ett hoplånat startkapital på 60 000 kronor kunde debutskivan börja spelas in. Slutresultatet blev Dans med svåra steg. På skivans framsida syns en långsmal ung man med långt orange hår som dansar med en dam.
1997 sändes en spelning från Mosebacke i Stockholm i radioprogrammet P3 Live och Winnerbäck fick  kontakt med Johan Johansson och Stefan Sundström, som båda kom att medverka på Winnerbäcks andra skiva, Rusningstrafik, vilken dessutom producerades av Johan Johansson.
Efter två producerade skivor i skivbolaget Elvira bestämde de sig för att lägga ner skivbolaget. Istället skrevs kontrakt med Universal. Nu började den tredje skivan Med solen i ögonen ta form. Johan Johansson producerade även den.
1999 gav sig Lars Winnerbäck, Stefan Sundström, Johan Johansson, Kjell Höglund och Karin Renberg ut på en gemensam sommarturné – Bland skurkar, helgon och vanligt folk. Ett livealbum med samma namn som turnén och med låtar från turnén släpptes senare samma år.
Det hann inte ens gå ett år sedan Med solen i ögonen innan nästa skiva var på gång. Denna fjärde skiva från Lars Winnerbäck fick namnet Kom. Nu hade Winnerbäck slitit sig loss från sina förebilder, producerade själv och handplockade musiker till bandet. Det bandet blev embryot till hans kompband, Hovet. Kom var klar senhösten 1999 och resulterade i en guldskiva, ett Bellmanpris, en Grammis samt en höstturné, en vårturné och en sommarturné. Från början var det tänkt att första spåret på skivan skulle vara "Blanka golv", en låt som handlar om att städa, ordna upp och slänga allt gammalt. Låten hamnade dock inte på albumet utan som singelbaksida till Söndag 13.3.99.

### 2000-talet

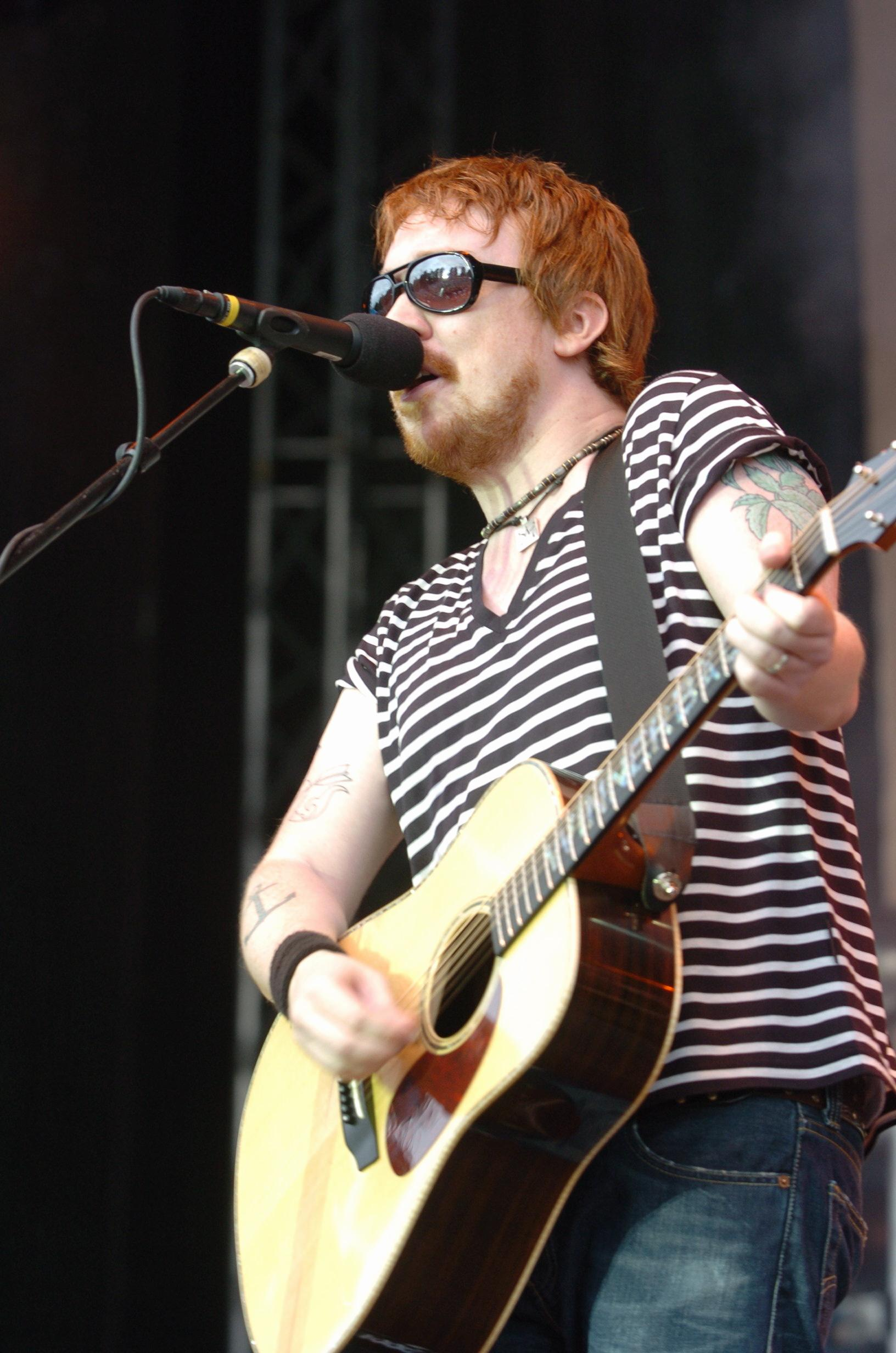
Lars Winnerbäck under Arvikafestivalen 2005.

2001 kom Winnerbäcks femte album: Singel. Tillsammans med Hovet åkte Winnerbäck till Ridge Farm, Surrey, England – samma studio som Ulf Lundell spelat in Längre inåt landet 21 år tidigare. När Singel, "världens dyraste kontaktannons", släpptes var ironiskt nog Winnerbäck inte singel längre. Skivan sålde guld och tillsammans med Hovet blev det mycket turnerade det året, något som avslutades med en höstturné som kom att stå till grund för livealbumet Live – För dig, som släpptes senare samma år.
2002 var tänkt som lite av ett viloår för Winnerbäck. Detta till trots producerade han Elin Sigvardssons debutalbum Saturday Light Naive. I slutet på året var det bestämt att Winnerbäck och Hovet skulle börja inspelningen av ett nytt album och han hade därför varit i Köpenhamn två gånger, bott på Hotell Ottilia invid Søndermarken, för att skriva låtar till nya albumet. Albumet, som kom att heta Söndermarken, släpptes 2003 och följdes upp av en utsåld vårturné samt Kalasturné under sommaren. I september kom avslutningen i och med två konserter i Linköping, konserter som filmades och sedermera redigerades ihop till live-DVD:n, Live i Linköping, som släpptes våren 2004.
2004 producerade Winnerbäck Lisa Ekdahls album Olyckssyster som släpptes september samma år. Winnerbäck gjorde även en spelning på Södra teatern den 7 juni samt en invigningkonsert på Cloetta Center i Linköping tillsammans med Hovet den 4 september. I september släpptes Winnerbäcks sjunde studioalbum, Vatten under broarna. Albumet spelades in utan Hovet, som istället bestämde sig för att släppa ett eget album: Hovet 2004. Tanken med Vatten under broarna var från början att det skulle bli ett helakustiskt album med endast Winnerbäck och en gitarr. De tankarna övergavs dock en bit in i låtskrivandet och på albumet medverkar även Ola Gustafsson på gitarrer och Sara Isaksson på piano, slagverk och körer. Efter skivan följde en helakustisk höstturné med Winnerbäck ensam på scenen. Turnén påbörjades den 21 oktober i Kalmar och kallades för Stackars hela Sverige-turnén.
Winnerbäck hade en sommarturné tillsammans med Hovet 2005, för varje ny spelning släppte de en ny låt. Låtarna fanns endast tillgängliga för nedladdning. Den 19 oktober 2005 fyllde Winnerbäck 30 år, något som firades med en konsert i Cloetta Center inför runt 8000 fans. I samband med konserten delades Bränt Krut vol.2 ut till alla besökare. Födelsedagskonserten har sänts i P3 Live 3 gånger (2006-02-10, 2006-04-14 och 2006-06-24).
2006 släpptes ett samlingsalbum: Efter nattens bränder. Under året genomfördes också en sommarturné i flera städer tillsammans med Hovet. Den 4 augusti 2006 meddelade Winnerbäck i ett brev på sin hemsida att han skulle börja skriva låtar igen.
2007 kom Winnerbäcks åttonde studioalbum ut, Daugava. Albumet spelades in under sommaren 2007 på Irland med ett nytt kompband bestående av Ola Gustafsson (gitarrer, mandolin, banjo och dobro), Johan Persson (piano tramporgel, dragspel, munspel och kör), Anders Nygårds (fiol, viola och mandolin) Jerker Odelholm (bas och kontrabas), Anders Hernestam (trummor, tamburin och maraccas) och Miss Li (sång/kör). Albumet släpptes 26 september samma år. Den 26 oktober 2007 inleddes en höstturné tillsammans med det nya kompbandet som pågick till 8 december. Miss Li kunde inte följa med på turnén och ersattes istället av Hovetmedlemmen Anna Stadling. Winnerbäck medverkade detta år även på Staffan Hellstrands album Spökskepp.
Den 19 maj 2008 släppte Winnerbäck singeln Strimmor, tillsammans med det nya kompbandet, som nu hade fått ett nytt tillskott, Monica Starck som ersatte Anna Stadling på sång och gitarr. Hela intäkten från Strimmor gick oavkortat till Amnesty. Under sommaren 2008 åkte ett gäng artister, bland annat Emil Jensen, Markus Krunegård och Miss Li, tillsammans med Winnerbäck och nya bandet i spetsen på en omfattande Sverigeturné. Under spelningen på Zinkensdamm i Stockholm stod det över 20 000 människor i publiken, vilket är ett publikrekord för Winnerbäcks del. Sommarturnén filmades av ett filmteam, och även bakom scenen följde man Winnerbäcks liv under några månader. Materialet resulterade i Solen i ögonen, en film om Lars Winnerbäck som både har visats i biosalonger runt om i Sverige och givits ut på DVD.
2009 spelade Winnerbäck tre spelningar på tre dagar och på tre olika scener på Peace & Love och fyra spelningar på fyra dagar och på fyra olika scener på Hultsfredsfestivalen. På Hultsfredsfestivalen återförenades Winnerbäck med sitt gamla punkband Snoddas för en spelning.
Ett nytt studioalbum släpptes under hösten 2009; Tänk om jag ångrar mig, och sen ångrar mig igen, där Anna Stadling återvänder till bandet istället för Monica Starck. Singeln Jag får liksom ingen ordning släpptes också, samtidigt med den limiterade boxen som innehöll skivan, en lp-skiva, boken 112 sånger samt fyra fotografier som Lars Winnerbäck fotograferat.

### 2010-talet
Albumet Hosianna släpptes den 18 september 2013 och gick rakt in som etta på Sverigetopplistan, och låtarna Utkast till ett brev och Vem som helst blues gick båda in på Svensktoppen. Under hösten genomfördes en arenaturné som kulminerade den 24 augusti i en utsåld konsert på nyinvigda Tele2 Arena i Stockholm, med drygt 26 000 åskådare.

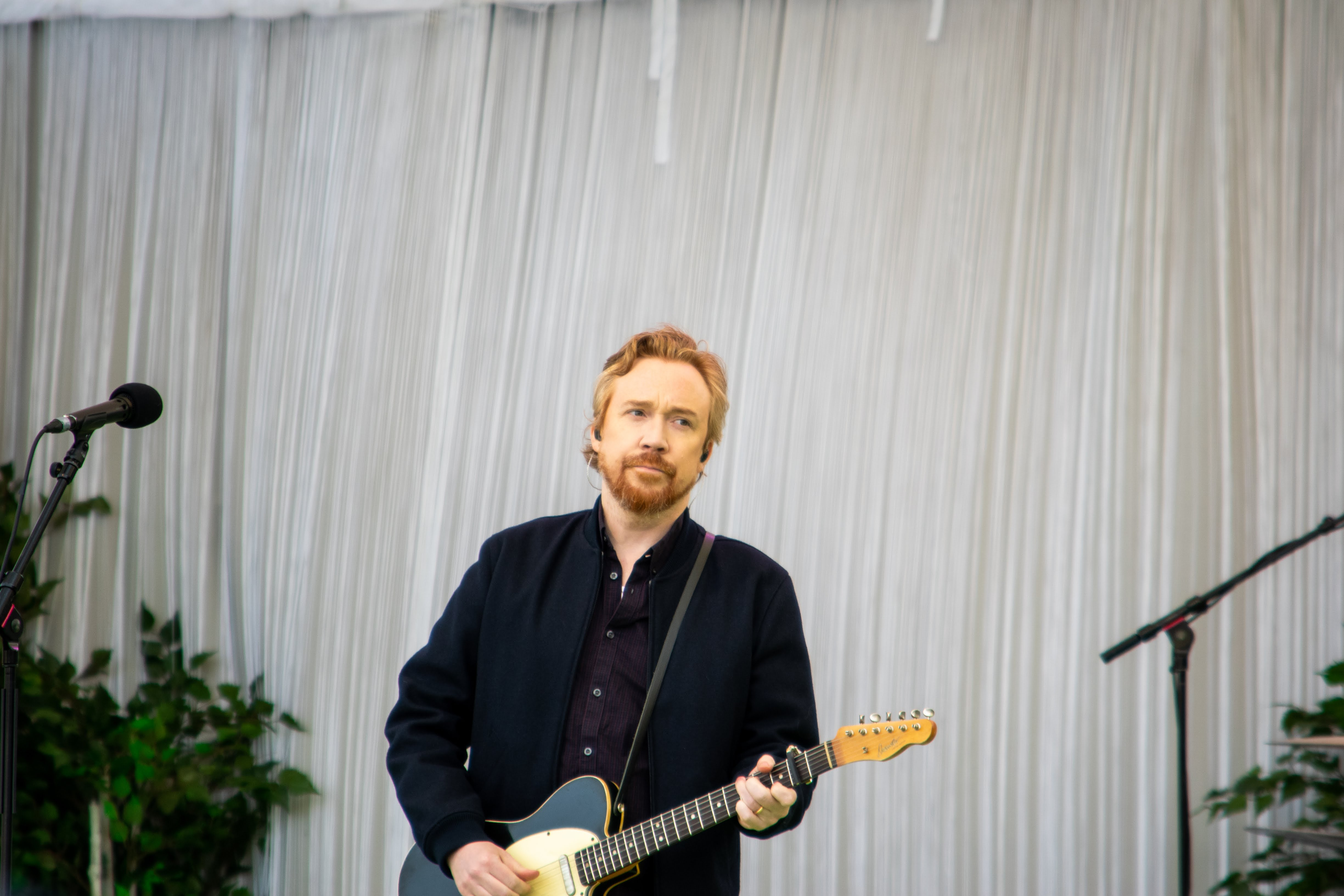
Lars Winnerbäck uppträder 2018 under minnesdagen för terrordådet på Drottninggatan

Den 3 juni 2016 utkom elfte studioalbumet Granit och morän. Musicstage berömde dess "balans mellan mörker och luftiga akustiska partier", medan Kulturnytt i P1 kallade skivan ”en lågsäsong som ändå lockar publik”. Albumsläppet följdes av en omfattande sommarturné med premiär på Skansen den 29 juni. Hösten samma år gjorde Winnerbäck en mindre turné med akustisk musik på konserthus och teatrar i kontrast till sommarens arenashower.
I mars 2017 utgav Per Gessle och Winnerbäck duetten Småstadsprat, en nostalgisk ballad inspelad i Nashville.
Tolfte studioalbumet Eldtuppen släpptes den 27 september 2019. Omslaget till albumbet är tecknat av Winnerbäck själv. Albumet inleds med spåret Tror jag hittar hem, vars text handlar om den småländska skulpturen Jätten Vist i Huskvarna.

### 2020-talet
Den 29 april 2022 kom Winnerbäcks trettonde studioalbum Själ och hjärta. Kritiker.se redovisade ett snittbetyg på 3,4/5 baserat på sex professionella recensioner. GAFFA beskrev plattan som "en trygg färd genom ett trasigt sosseland". Den planerade 2021-turnén sköts upp ett helt år och utökades; sommaren 2022 spelade han 24 datum från Sofiero 8 juli till finalen på Stångebro, Linköping 27 augusti.
Den 22 september 2023 släppte Winnerbäck sitt fjortonde studioalbum, Neutronstjärnan, som producerades tillsammans med Joakim Berg och Martin Sköld från Kent. Albumet präglades av ett mer elektroniskt och atmosfäriskt sound jämfört med tidigare släpp, och texterna rörde sig tematiskt kring tidens gång, politisk uppgivenhet och existentiell oro. Skivan mottogs väl av kritiker och publiken, och följdes av en stor arenaturné i Sverige och Norge under hösten. Spelningarna i bland annat Avicii Arena i Stockholm och Scandinavium i Göteborg sålde slut snabbt och blev några av de mest uppmärksammade konserterna under turnésäsongen.
År 2024 medverkade Winnerbäck som gästartist på Johnossis singel Känns så längesen, en ny svensk version av deras tidigare låt San Antonio. Winnerbäck hade tidigare uttryckt att han gillade originalet, vilket gick bra ihop med Johnossis vilja att producera svenska versioner av sina låtar.

## Andra aktiviteter

### Producent
Lars Winnerbäck producerade Elin Sigvardssons debutalbum Saturday Light Naive, som släpptes 2003.
Han har även producerat Lisa Ekdahls album Olyckssyster (2004) och Pärlor av glas (2006).

### Fotograf
I juli 2011 debuterade Lars Winnerbäck som modefotograf med ett antal bilder i tidningen Style By Kling.

### Illustratör
Lars Winnerbäck har illustrerat barnboken Stig tittar ut av Ann-Christine Magnusson. Winnerbäck skänkte fem originalmålningar från boken till Musikhjälpen 2011, för att auktioneras ut. Inkomsterna från auktionerna gick, tillsammans med övriga intäkter från Musikhjälpen 2011, till projekt för att alla flickor i världen ska få gå i skola.

### Nyponpriset
Sedan 2016 har Winnerbäck genom Lars Winnerbäcks stiftelse instiftat et kulturstipendium, Nyponpriset, på 100 000 kronor till någon som berikat Linköpings kulturliv.

## Familj
Sedan april 2016 är Winnerbäck gift med den norska skådespelerskan Agnes Kittelsen, och den 7 mars 2019 fick de en dotter. Vigseln hölls den 30 april 2016 i Katarina kyrka i Stockholm. Han har en son född 2004 från ett tidigare förhållande.

## Diskografi

### Studioalbum
- 1996 – Dans med svåra steg
- 1997 – Rusningstrafik
- 1998 – Med solen i ögonen
- 1999 – Kom
- 2001 – Singel
- 2003 – Söndermarken
- 2004 – Vatten under broarna
- 2007 – Daugava
- 2009 – Tänk om jag ångrar mig, och sen ångrar mig igen
- 2013 – Hosianna
- 2016 – Granit och morän
- 2019 – Eldtuppen
- 2022 – Själ och hjärta
- 2023 – Neutronstjärnan

### Singlar och EP-skivor
- 1998 – Tvivel
- 1999 – Solen i ögonen
- 1999 – Kom ihåg mig
- 1999 – Söndag 13.3.99
- 2000 – I Stockholm
- 2001 – Jag vill gå hem med dig
- 2001 – Elden
- 2001 – Håll ut
- 2003 – Åt samma håll (med Hovet)
- 2003 – Dunkla rum / Över gränsen (med Hovet)
- 2003 – Hum, hum från Humlegårn (med Hovet)
- 2004 – Elegi
- 2005 – Stackars
- 2005 – Stort liv (med Hovet)
- 2006 – Ingen soldat
- 2006 – Stockholms kyss
- 2007 – Om du lämnade mig nu (med Miss Li)
- 2008 – Strimmor
- 2009 – Jag får liksom ingen ordning
- 2010 – Ett sällsynt exemplar
- 2010 – Från kylan in i värmen / En stannfågel ger sig av
- 2013 – Utkast till ett brev
- 2015 – Köpt en bil
- 2016 – Granit och morän
- 2017 – Småstadsprat (med Per Gessle)
- 2018 – Honung och guld (med Per Gessle)
- 2021 – Själ och hjärta

### Live-skivor och samlingsalbum
- 2001 – Live – För dig
- 2005 – Stackars hela Sverige: Bränt krut vol. 1 (Live)
- 2005 – Lars Winnerbäck & Hovet: Sommarturné 2005 – Live
- 2005 – Bränt krut vol.2 B-sidor och outgivet.
- 2006 – Efter nattens bränder (samlingsalbum)
- 2008 – Vi var där blixten hittade ner: Bränt krut vol. 3 (Live)
- 2009 – Over grensen – Det beste 1996-2009 (samlingsalbum + bonus-cd med livespelning från Sentrum Scene i Oslo) Släpps endast i Norge
- 2014 – Oslo Spektrum 2013
- 2017 – Vi var där (Live)

### Demokassetter
- 1994 – Lars och mina damer och herrar (kassett)
- 1995 – 3486 ord från Lars Winnerbäck (kassett)
- 1998 – Risajkling (kassett)

### Medverkan på hyllningsalbum
- 1998 – Den flygande holländaren 2: Sånger av Cornelis Vreeswijk
- 2001 – Plura 50, en hyllningsplatta
- 2006 – Påtalåtar – en hyllning till Ola Magnell
- 2010 – Andra spelar Sundström – en hyllning till Stefan Sundström
- 2011 – Världens Bästa Johansson – en hyllning till Johan Johansson

### DVD
- 2004 – Live i Linköping (med Hovet) (Live)
- 2008 – Solen i ögonen (dokumentär)
- 2010 – Bränt Krut vol.4 (Live)

### Övrigt
Han har även gjort Risajkling, 3486 ord från Lars Winnerbäck, Lars och mina damer och herrar, med flera, men de har bara släppts på kassett och är svåra att få tag i legalt.
Winnerbäck medverkade 1999 på samlingsalbumet Bland skurkar, helgon och vanligt folk (Livealbum från gemensam sommarturné tillsammans med Stefan Sundström, Johan Johansson, Karin Renberg och Kjell Höglund.
Och släppt flera böcker:
- 2009 – 112 sånger
- 2011 – Stig tittar ut (barnbok) (som illustratör, text av Ann-Christine Magnusson)[40]
- 2019 – Ingen kommer undan (barn- och ungdomsbok) (som illustratör, text av Ann-Christine Magnusson och Anna Knutsson)[41]
- 2022 – Hej, jag heter Folke (barnbok) (som författare till ny text, med bilder av Olle Eksell)[42]

Medverkat i en serie på SVT:
- – TV-serie

Den 6 oktober 2017 hade dokumentären "Ett slags liv" om Lars Winnerbäck premiär på bio. Dokumentären beskrivs så här av SF: "Lars Winnerbäck är en av Sveriges största artister sedan 15 år. Samtidigt är han en av dem som vi vet minst om. Nu firar Winnerbäck 20 år som artist, trots att han knappt hunnit fylla 40. Denna dokumentär tar oss närmare honom än någonsin, samtidigt som den sammanfattar en musikaliskt osannolik karriär. Men mest av allt ger den en inblick i en extremt komplex människa som med alla sina svagheter och karaktärsdrag speglar en hel generations känslor. Vid sidan av Lars Winnerbäck återfinns i filmen Rolf Lassgård, Per Gessle och Melissa Horn. Regissör och producent är Øystein Karlsen, som står bakom succéer som Dag och Lilyhammer."

## Priser och utmärkelser
| År   | Pris                   | Kategori/beskrivning |
| ---- | ---------------------- | --- |
| 1999 | Grammis                | Årets textförfattare |
| 1999 | Bellmanpriset          | För albumet "Kom" |
| 2001 | Grammis                | Årets pop/rock manlig, "Singel" |
| 2004 | Rockbjörn              | Årets manliga artist |
| 2004 | Grammis                | Årets rockalbum (solo), "Vatten under broarna"Årets textförfattare, "Vatten under broarna" |
| 2005 | P3 Guld                | Årets manliga artist |
| 2006 | P3 Guld                | Guldmicken |
| 2006 | Platinagitarren        | Motivering: "Lars Winnerbäck har genom konsekvent och envetet turnerande byggt upp en mycket stor publik. Hans svenska texter, med ett genomgående tema av melankoli och hopp, berör och påverkar musikälskare i alla åldrar. Trots sommarens exceptionella framgångar är han fortfarande bara i början av sin karriär." |
| 2006 | Rockbjörn              | Årets manliga artist |
| 2007 | Grammis                | Årets låt, "Om du lämnade mig nu" |
| 2007 | Rockbjörn              | Årets manliga artistÅrets låt, "Om du lämnade mig nu" |
| 2008 | P3 Guld                | Årets manliga artist |
| 2009 | Evert Taube-stipendiet | Motivering: "Med lågmält vemod, men knivskarp iakttagelseförmåga, sjunger Lars Winnerbäck om sig själv och oss andra med en genuin och kompromisslös uppriktighet." |
| 2010 | Grammis                | Årets artist, "Tänk om jag ångrar mig och sen ångrar mig igen"Årets manliga artist, "Tänk om jag ångrar mig och sen ångrar mig igen" |
| 2010 | P3 Guld                | Årets artistGuldmicken |
| 2010 | Rockbjörn              | Årets manliga liveartist |
| 2024 | Grammis                | Årets rock, "Neutronstjärnan" |